# The Tenant (album)
The Tenant è il quarto album in studio del gruppo musicale statunitense Ludicra, pubblicato nel 2010 dalla Profound Lore Records.

## Tracce
1. Stagnant Pond – 7:21
2. A Larger Silence – 6:35
3. In Stable – 5:53
4. The Undercaste – 9:53
5. Clean White Void – 5:17
6. Truth Won't Set You Free – 9:16
7. The Tenant – 6:39

## Formazione
- Laurie Sue Shanaman – voce
- Christy Cather – chitarra, voce
- John Cobbett – chitarra
- Ross Sewage – basso
- Aesop Dekker – batteria